# Basel (kanton)

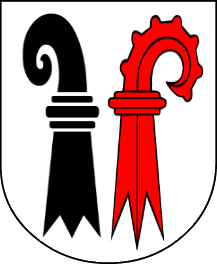
Basels vapen.

Basel var en kanton i Schweiz som existerade från 1501 till 1803, då den splittrades i dagens två halvkantoner: Basel-Stadt och Basel-Landschaft.